# Élection présidentielle iranienne de 1989
L'élection présidentielle iranienne de 1989 a eu lieu de manière anticipée le 28 juillet 1989, peu de temps après le décès de l'ayatollah Khomeini et la désignation de l'ancien président Ali Khamenei comme nouveau guide de la Révolution.
Sur les 79 candidats à la présidence, seuls deux furent approuvés par le Conseil des gardiens, ce qui aboutit à une victoire très prévisible du président du Parlement, Hachemi Rafsandjani.
La constitution iranienne a été amendée par référendum le même jour.

## Résultats
| Élection présidentielle iranienne de 1989 | Élection présidentielle iranienne de 1989 | Élection présidentielle iranienne de 1989 | Élection présidentielle iranienne de 1989 | Élection présidentielle iranienne de 1989 | Élection présidentielle iranienne de 1989 | Élection présidentielle iranienne de 1989 | Élection présidentielle iranienne de 1989 |
| Parti                                     | Parti                                     | Candidats                                 | Nohen et al                               | Nohen et al                               | ISSDP                                     | ISSDP                                     |                                           |
| Parti                                     | Parti                                     | Candidats                                 | Votes                                     | %                                         | Votes                                     | %                                         |                                           |
| ----------------------------------------- | ----------------------------------------- | ----------------------------------------- | ----------------------------------------- | ----------------------------------------- | ----------------------------------------- | ----------------------------------------- | ----------------------------------------- |
|                                           | Association du clergé militant            | Hachemi Rafsandjani                       | 15,537,394                                | 94.51                                     | 15,550,528                                | 94.52                                     |                                           |
|                                           | Sans étiquette                            | Abbas Sheibani                            | 632,583                                   | 3.85                                      | 635,165                                   | 3.86                                      |                                           |
| Blancs ou nuls                            | Blancs ou nuls                            | Blancs ou nuls                            | 269,270                                   | 1.64                                      | 266,984                                   | 1.62                                      |                                           |
| Total                                     | Total                                     | Total                                     | 16,439,247                                | 100                                       | 16,452,677                                | 100                                       |                                           |